# Диатта, Крепин
Крепин Диатта (фр. Krepin Diatta; род. 25 февраля 1999, Дакар) — сенегальский футболист, полузащитник клуба «Монако» и сборной Сенегала.

## Клубная карьера
Диатта начал заниматься футболом в норвежской академии у себя на родине. В начале 2017 года Крепин подписал контракт с клубом «Сарпсборг 08». 2 апреля в матче против «Согндала» он дебютировал в Типпелиге. 13 августа Диатта забил свой первый гол за «Сарпсборг 08» в матче против «Кристиасунне». В начале 2018 года Диатта перешёл в бельгийский «Брюгге», подписав контракт на четыре с половиной года. Сумма трансфера составила два млн. евро. 8 апреля в матче против «Гента» он дебютировал в Жюпиле лиге. В своём дебютном сезоне Крепин стал чемпионом Бельгии.

## Международная карьера
В 2017 году в составе молодёжной сборной Сенегала Диатта принял участие в молодёжном Кубке Африки в Замбии. На турнире он сыграл в матчах против команд Гвинеи, Замбии, Судана, ЮАР и Камеруна. В поединках против южноафриканцев и камерунцев Крепин забил по голу. В том же году Диатта принял участие в молодёжном чемпионате мира в Южной Корее. На турнире он сыграл в матчах против команд Саудовской Аравии, США и Эквадора.
Летом 2019 года на Кубке африканских наций в Египте, Крепин был вызван в состав своей национальной сборной. В перовом матче против Танзании он забил гол на 64-й минуте, а команды одержала победу 2:0.
11 ноября 2022 года был включён в официальную заявку сборной Сенегала для участия в матчах чемпионата мира 2022 года в Катаре.

## Достижения
«Брюгге»
- Чемпионат Бельгии по футболу — 2017/2018